# Acronicta farinosa
Acronicta farinosa är en fjärilsart som beskrevs av Bytinsky-salz 1934. Acronicta farinosa ingår i släktet Acronicta och familjen nattflyn. Inga underarter finns listade i Catalogue of Life.